# Station Handest
Station Handest is een voormalig spoorwegstation in Denemarken. Het station lag aan de spoorlijn Mariager - Viborg, die in 1927 door de Mariager-Faarup-Viborg Jernbane (MFVJ) was aangelegd.
Station Handest werd op 1 juli 1927 geopend. Het stationsgebouw is ontworpen door Carl Lundquist en fungeerde tevens als dienstwoning. Van 1927 tot 1945 werd het station bewoond door het echtpaar Pedersen, beiden in dienst van de MFVJ. In 1945 werden ze opgevolgd door het echtpaar Vejlgaard.
Op 31 maart 1966 werd het reizigersvervoer tussen Fårup en Mariager beëindigd, waarmee station Handest werd opgeheven. Het stationsgebouw werd door het echtpaar Vejlgaard aangekocht om er te blijven wonen. In 2005 werd het gebouw overgenomen door de Mariager-Handest Veteranjernbane, die Handest sinds 1970 gebruikt als eindhalte voor hun museumlijn.
In 2016 werd het stationsgebouw tot beschermd monument verklaard.